# Parada do Bispo
Parada do Bispo is een plaats (freguesia) in de Portugese gemeente Lamego en telt 200 inwoners (2001).